# Михайлин (Хмільницький район)
Миха́йлин — село в Україні, у Самгородоцькій сільській громаді Хмільницького району Вінницької області. Населення становить 640 осіб.

## Історія
Село Михайлин Хмільницького району запозичило назву від імені середньовічного Вінницького зем'янина Міхна (Михайла) Губинського. Він з братом, ім'я якого не відоме, був серед «ротмістрів і людей грошовитих».
Для козаків було відведено частину губинських і самгородоцьких земель, де їм наділяли по волоці поля. Тут козаки мали свої хутори, пасіки і пашні. Урочище на самгородоцьких ґрунтах після відходу козаків Міхна (Михайла) Губинського стали називати Михайлин.
У 1598 р. воєвода Брацлавський Януш Збаразький купив землі самгородоцьких ґрунтів (Михайлин).
Після смерті воєводи і двох його синів землі дісталися Янушевій племінниці Анні. Вона вийшла заміж за Констянтина Вишневецького і принесла ці землі у родину Вишневицьких. Перед Хмельниччиною цими землями володів затятий ворог українства Ярема Вишнивецький. Його піддані, козаки, пішли до Хмельницького і воювали. За це Ярема наказав понищити і розігнати «козако-руських людей» з усіх цих козацьких поселень (Михайлина).
Після смерті Яреми всі вцілілі нащадки розігнаних козаків повернулись до своїх земель (Михайлового урочища). Далі землі купив граф Протасій Потоцький. У 1791 р. за згодою останнього польського короля Станіслава Понятовського воєвода поселив на ґрунтах урочища Михайлин німецьких колоністів — голендрів. Тоді землі урочища посилено колонізувалися чужинцями. На значній частині урочища осіли козацькі нащадки і дали початок селу Михайлин.
Після банкруцтва Потоцького і другого поділу Польщі, чиновники разом із землею перейшли до Росії. Михайлином заволодів Абрамович. До самої революції Михайлин знаходився у власності Олександра Павловича Безака.
За радянської влади у Михайлині був колгосп, потім відділок радгоспу Юзефо — Миколаївського цукрового комбінату, а тепер відділок САТ «Юзефо — Миколаївське».
Виходить, що створення козацького поселення з хуторів і пасік можна датувати 1545 року, а як «круглу» дату урочища Михайлин — На Спаса 1545 року.

## Школа
Село було мале. Після скасування кріпосного права, у селі нараховувалось тільки 54 двори. Селяни одержали по маленькому клаптику землі. На жителів села накладалися великі податки. Хто їх вчасно не виплачував, того карали, а то й зовсім руйнували його господарство.
В селі була корчма, а на цвинтарі стояла каплиця. Школи не було. Все населення було не письменним. Єдиним виключенням був піп.
На початку сімдесятих років село стало власністю поміщика Безика Федора Михайловича, який був у Петрограді і жив за рахунок праці трудового населення Михайлина та Юзефовки.
Приблизно 1882 р. на зборах громадян села було вирішено найняти селянську хату для навчання дітей. Учителем був місцевий житель Продиус Роман, який дістав початкову освіту у пана, будучи його козачком.
Навчанням було охоплено 20 учнів. Це були переважно хлопчики і до того ж рівного віку. Школярами переважно були діти заможних селян. Бідняки не мали чим платити за навчання, не мали в що одягти дітей і тому школа для них була недоступна.
1896 р. селяни за свої кошти побудували хату під школу. Це була трикласна церковно-приходська школа. В цьому приміщенні школа існувала до 1918 року. Учителем був Ярошевич Петро Федорович. Навчались в школі 30-35 учнів, парти були дерев'яні, довгі та високі, за партами сиділо по 5 учнів. Всі учні вчилися в одному класі — комплекті. Викладання велося російською мовою. Учнів навчали читанню, письму та арифметиці. Головним предметом був закон Божий.
З 1918 по 1920 рр. школа знаходилась в приміщенні яке використовувалось під кооперацію. З 1920 р. школа почала працювати в будинку, де до 1917 року жив панський економ.
Після жовтневого перевороту в Росії, у селі стала працювати початкова школа. З 1919 р. по 1930 р. вчителем був Ткачук Микола Сергійович і його дружина Софія Федорівна. У 1920 р. при допомозі комзенаму та активу села у колишньому панському будинку обладнано три класних кімнати. Це вже була повна початкова школа з чотирма класами, у яких нараховувалось 60 учнів. Вчителі були з відповідною освітою.
В селі було дуже багато неписьменного населення, майже всі з них жінки. Учительський колектив при допомозі активу села організував вечірні заняття з неписьменними і малописьменними громадянами. До 1928 р. доросле населення ліквідувало свою неписьменність.
1932 р. Михайлинська початкова школа було реорганізована у семирічну школу. У цьому ж році було добудовано класні кімнати, піонерську кімнату, учительську і кімнату для квартири вчителя. У колишньому приміщенні клубу обладнано майстерню для обробки дерева. Школа повністю була забезечена молодими висококваліфікованими кадрами. Протягом 1935-1940 р. школу очолював Махіброзюк Харитон Терентійович. В той час школа охоплювала навчання учнів у 5-7 класах з навколишніх сіл (Лопатин, Миколаївка, Великий Степ, Флоріанівка). У школі було більше 250 учнів, навчання проводилось у дві зміни. За перші роки комуністичної влади, школу закінчило близько 400 юнаків і дівчат.
Зі стін школи вийшли такі відомі люди як Іван Григорович Плис, письменник Василь Земляк та багато інших.
22 червня 1941 р. Гітлер, знехтувавши домовленістю про ненапад, напав на СРСР. В ніч на 20 липня 1941 р. через Михайлин пройшли останні частини червоних військ, а на ранок село окупували інші окупанти — нацисти. Нові знищили документацію сільради, господарства, пограбували школу. У селі стали господарювати німці.
Школа працювала з перебоями. Замість семирічної освіти дітей вчили тільки в початкових класах. Не було підручників, зошитів, канцприладдя. У школі не було опалення. Відвідували школу неохоче, до навчання відносились байдуже.
2 січня 1944 р. у село знову повернулись радянські части. Майже два з половиною місяці недалеко від села проходила передова лінія фронту. Молодь, в основному дівчата, допомагали солдатам: споруджували лінії оборони, підносили боєприпаси та інше.
Навчання у школі розпочалося 1 вересня 1944 року. Очолювала школу Ольга Іванівна Білик, яка до війни викладала російську мову і літературу. Повернувшись з евакуації, вона з великим ентузіазмом взялася до налагодження роботи в школі. Як і в інших школах, не було підручників, учнівського приладдя, не вистачало парт, столів. Багато шкільних меблів було спалено нацистами. Незважаючи на труднощі, діти з ентузіазмом бралися до навчання та виконували інші роботи, що стосувалися благоустрою будівель і шкільної садиби.

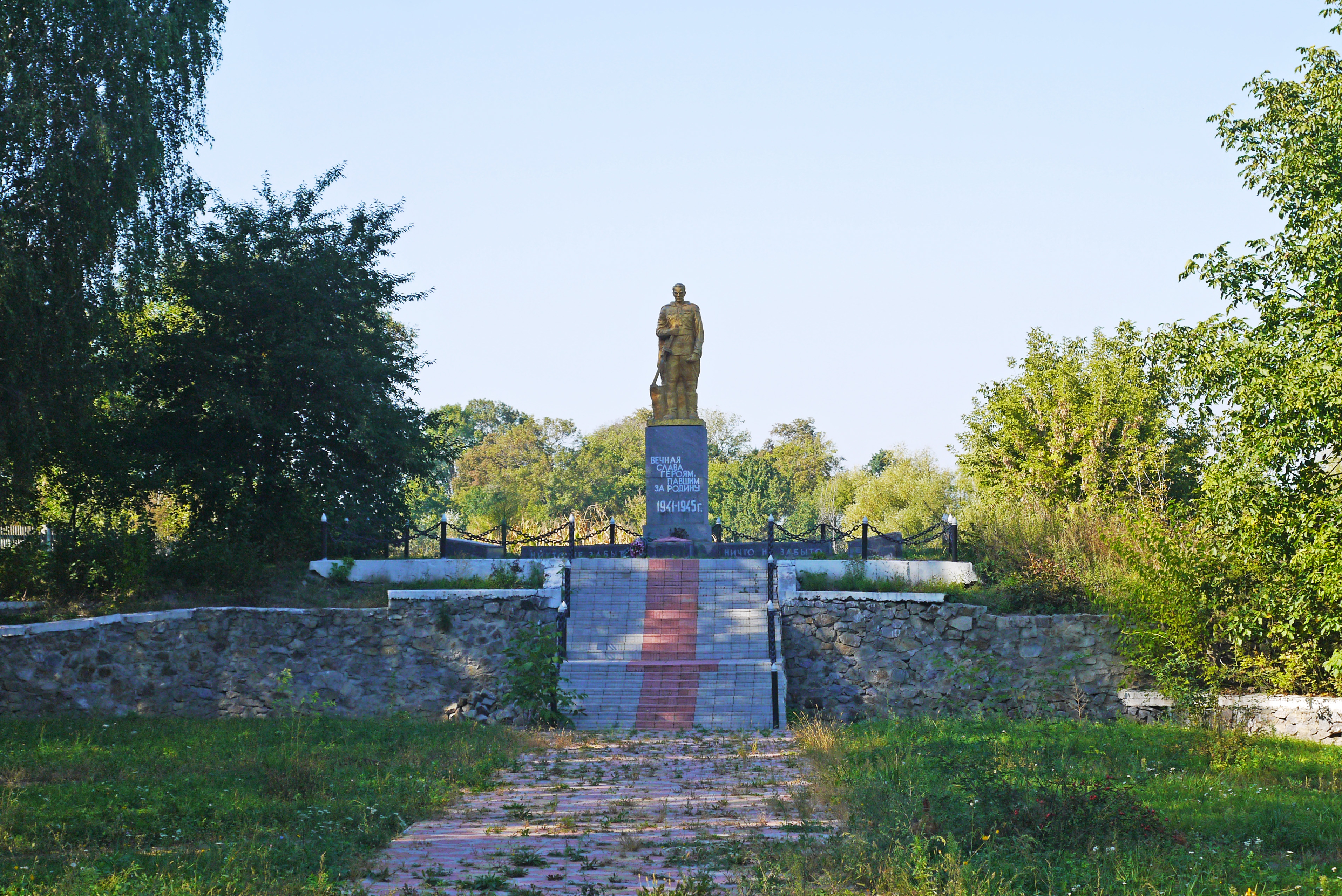
Пам'ятник загиблим воїнам